# تشينك أويغر
تشينك قادر أويغر (بالتركية: Cenk Kadir Uygur)‏ هو مذيع ومعلق سياسي وصحفي أمريكي تركي ولد في يوم 21 مارس 1970 في إسطنبول في تركيا. هاجر مع عائلته بعمر الثمان سنوات إلى الولايات المتحدة. نشأ في أسرة علمانية مسلمة، قبل ان يترك الإسلام أثناء دراسته في جامعة بنسيلفانيا. في سنة 2002 أسس قناة ذا يونغ توركس اليسارية برفقة. اشتهر بآرائه الاشتراكية والمؤيدة للحزب الديمقراطي وللسيناتور بيرني ساندرز. أثار الجدل مسبقاً بسبب انكاره لالإبادة الجماعية للأرمن.